# اچ‌ام‌اس دونکرک (۱۷۵۴)
اچ‌ام‌اس دونکرک (۱۷۵۴) (به انگلیسی: HMS Dunkirk (1754)) یک کشتی بود که طول آن ۱۵۳ فوت ۶ اینچ (۴۶٫۸ متر) بود. این کشتی در سال ۱۷۵۴ ساخته شد.